# Pierworódka
Pierworódka – w ginekologii kobieta, która pierwszy raz urodziła. Starą pierworódką jest kobieta, która swoje pierwsze dziecko urodzi po 40 roku życia.
Pierwiastka – kobieta, która pierwszy raz jest w ciąży.